# サーリフ
アル＝マリク・アッ＝サーリフ
（アラビア語:الملك الصالح نجم الدين أبو الفتوح أيوب بن الملك الكاملمحمد بن الملك العادل أبي بكر بن أيوب 転写：al-Malik al-Ṣāliḥ Najm al-Dīn Abū al-Futūḥ Ayyūb b. al-Malik al-Kāmil Muḥammad b. al-Malik al-`Ādil Abī Bakr b. Ayyūb, 生没年：1205年頃 - 1249年11月22日、在位：1240年-1249年）は、アイユーブ朝第7代スルターン。父は第5代スルターン・アル＝カーミル。

## 生涯

### 北方国境時代
アル＝カーミルがスーダン出身の女性に生ませた息子といわれる。
1227/8年、父カーミルにより後継者に指名されるが、1229/30年、異母兄弟アル＝アーディル（2世）の母アル＝シット・アル＝サウダーがサーリフが王座を狙っているとカーミルに告げたため、継承権を剥奪され部下も多くが逮捕された。
この後サーリフはルーム・セルジューク朝との国境付近に領地を与えられて赴任している。
なお、佐藤次高はシャジャルッ＝ドゥッルがサーリフに嫁いだのはサーリフの北方国境時代、カイファ城の城主だった頃であろうと推測している。

### カーミル没後の内乱
1238年にカーミルが亡くなると、アーディル2世がスルターンとして即位した。サーリフは父の命でラフバを包囲していたが、父の死去を知るとこれを切り上げようとした。サーリフ配下で従軍していたフワーリズム勢（モンゴルの攻撃によって西走したフワーリズム・シャー朝の残党）はこれに反発し、サーリフに敵対した。この混乱のさなかで、ルーム・セルジューク朝のカイホスロー2世が南下し、サーリフの領地の分割をアイユーブ家の諸侯に持ちかけた。
サーリフはフワーリズム勢に攻撃されてスィンジャールに立てこもり、フワーリズム勢をやり過ごしたが、間もなくサーリフと敵対していたザンギー朝系のモスルの君主バドルッディーン・ルゥルゥがスィンジャールを攻撃した。サーリフはフワーリズム勢に密使を送って関係を改善し、バドルッディーンを撃退し、さらに余勢を駆ってアーミドを包囲していたカイホスローを撃退した。
この時、ダマスカスはサーリフの従兄弟ムザッファルッディーン・ユーヌスが確保していたが、ユーヌスはサーリフを招聘したため、彼はダマスカスへ乗り込む。ここに、カラクのアル＝ナースィル・ダーヴードとエジプトのアーディルが結び、サーリフとユーヌスを中心に中北部シリアの諸侯が連合するという対立の構図が出来上がる（同時に、ザンギー朝のバドルッディーンとも関係も改善した）。
このタイミングで、アーディルの専横に呆れていたエジプトのアミールたちはサーリフを招聘し、サーリフはエジプトへの南下を検討していた。だが、バールベクのアル＝サーリフ・イスマーイールがダマスカスを攻撃しサーリフの息子も逮捕され、この混乱のさなかでダマスカスを離れていたサーリフはカラクのアル＝ナースィル・ダーヴードに捕縛される。サーリフがカラクに囚われている間にもアイユーブ家の諸侯の間では様々な駆け引きがあったが、その結果サーリフは解放される。同時期にアーディルがクーデターにより廃位され、再び招聘を受けたサーリフはエジプトへ乗り込みこれを掌握し、スルターンとして即位した。

### ラ・フォルビーの戦い
1244年6月、フワーリズム勢がフサームッディーン・バラカ・ハーンに率いられ7月11日にエルサレム攻囲戦 (1244年)の結果、イェルサレムを難なく奪取した。
当時、イェルサレムはサーリフの父カーミルと神聖ローマ皇帝フリードリヒ2世の間で結ばれたヤッファ条約によってキリスト教徒側に引き渡されており、サーリフもこの休戦協定を延長していた。だが、十字軍内の内訌で皇帝派に対して現地十字軍国家のバロンたちが優位に立ち自治権を行使しはじめると、逆説的ながら、これはバロンたちを窮地に追い込んだ。サーリフはあくまで皇帝との協定にのみ拘束されており、皇帝の支配下にない地域にたいして攻撃に出ない何の理由もなかったからである。
サーリフはマムルークの武将バイバルス（後にスルターンとなるバイバルスとは別人）を派遣してフワーリズム勢と連合させ、先述の理由から十字軍国家と先年来の敵アル＝サーリフ・イスマーイールのダマスカスに対する攻撃に出た。エジプト＝フワーリズム連合と、ダマスカス＝十字軍連合との戦いはガザ近郊のラ・フォルビーで行われ (ラ・フォルビーの戦い)、ダマスカス＝十字軍連合の大敗という結果に終わった。この戦いの後、エジプト軍はシリア各地を転戦し、領地の拡大に努め、十字軍国家は弱体化した。
なお、この戦後処理において、サーリフはホラズム勢に対して地中海岸の一地域をあてがったが、これに不満を持ったホラズム勢はダマスカスに駐留していたサーリフ軍に襲いかかった。1246年5月、この度はアイユーブ家が連合しホラズム勢を叩き、以降ホラズム勢の目立った活動は見られなくなる。

### 聖王十字軍とサーリフの死
1248年、フランス王ルイ9世はエジプトを攻撃すべくフランスを発ち、キプロスを経由したのち翌年6月、エジプトの港市ダミエッタを占領した。サーリフはこの情報を父の時代からの友好関係により、皇帝フリードリヒ2世から得ていたが、彼は既に重病であった。ダミエッタ占領を受けて父の例に習い、サーリフもルイに対してダミエッタ放棄の見返りとしてイェルサレムを含むシリア領の割譲を申し出る。しかし、ルイがこの申し出を蹴ったため、彼は病身を押してマンスーラに向かったが、マンスーラ攻防戦が勃発する直前に陣没した。
この後、バフリー・マムルークの活躍により十字軍は撃退されるが、それまでの間サーリフの妻シャジャル・アル＝ドゥッルが夫の死を隠し指揮を取っていた。

## サーリフとマムルーク
即位前から1000騎のマムルークを保持していたサーリフだが、配下のクルド勢やフワーリズム勢の統制に手を焼いた彼は（上述の通り、フワーリズム勢はしばしば彼の指示に従わず無軌道な行動を取った）、トルコ系マムルークをさらに購入して政権の安定化を図った。ダワーダーリーはクルド人やフワーリズミーヤの不忠が増大したために彼がトルコ人マムルークを購入したのだと記している。これらサーリヒーヤ・マムルークは、後にバフリー・マムルークの兵舎がナイルの中洲であるローダ島に設けられるにあたってバフリー・マムルークと呼ばれるようになった（バフルとはアラビア語で「海」の意であり、カイロの人々は大河ナイルをバフルと呼び習わしていた）。
このバフリー・マムルークにはサーリフ死後にマムルーク朝のスルターンとして即位するルクヌッディーン・バイバルスやサイフッディーン・カラーウーン、また即位したカラーウーンに対抗してダマスカスで自立したサンカル・アル＝アシュカルなどが含まれていた。
なお、のちのマムルーク朝スルターン、イッズッディーン・アイバクは、サーリフのマムルークではあったがバフリー・マムルークではない。

## サーリフによる統治・人物及び評価
マクリーズィーによるサーリフ評は以下のとおり。
「アル＝マリク・アル＝サーリフは勇敢かつ不屈の王であったが、矜持と野望に結びついた極度な厳格さと高慢な性格のために恐れられてもいた。礼儀正しく品が良く、淫蕩や大言壮語とは無縁で、下品な言葉や冗談を好まなかった」
彼のもとでアイユーブ朝の治安はよく保たれ、往来の安全も確保された。蓄財を好み、異母兄弟アーディルの母から財産を巻き上げた（一般に、ムスリム君主の徳目としては気前の良さが重視され、吝嗇は好ましいとは見なされない）。
建築を好み、ローダ島のバフリー・マムルークのシタデルや、カイロとローダ島を結ぶ橋、さらにはポロ用と思われる球技場も彼によって建築された。マクリーズィーはローダ島のシタデルを「（エジプトの）統治者達が打ち立てた建築物のうちでもっとも輝かしいものである」と評している。